# Ґурка (дегестан)
Ґурка (перс. گورکا) — дегестан в Ірані, в Центральному бахші, в шагрестані Астане-Ашрафіє остану Ґілян. За даними перепису 2006 року, його населення становило 12936 осіб, які проживали у складі 3729 сімей.

## Населені пункти
До складу дегестану входять такі населені пункти:
- Ґовгардан
- Ґураб-Джавар
- Ґурка
- Джесейдан
- Джу-Пошт
- Естахр-е-Біджар
- Ішлікі
- Кашал-є-Азад-Махале
- Кашал-є-Азадсара
- Кін-Чаг
- Лафут-е-Бала
- Лафут-е-Паїн
- Мардомкадег
- Машак-е-Сепагдарі
- Машак-е-Тегранчі
- Назок-Сара
- Парка-Пошт-е-Мехді-Хані
- Парка-Пошт-е-Яварзаде
- Тамчаль
- Хошкарвандан
- Чур-Кучан
- Чушадестан
- Шадбондарі